# Mouvement national lycéen
Le Mouvement national lycéen (MNL) anciennement Union nationale lycéenne syndicale et démocratique (UNL-SD) est un syndicat lycéen français créé en 2016, scission de l'Union nationale lycéenne. Sa forme juridique est une association loi de 1901. 

## Historique

### Création
En 2016, alors sous le nom de l'Union nationale lycéenne syndicale et démocratique (UNL-SD), inclus intégralement dans Union nationale lycéenne (UNL), réclame la convocation d'un congrès statutaire pour modifier les statuts de l'UNL. Face au refus de la présidence, les membres de l'équipe nationale et certaines fédérations ont convoqué ce congrès. Par une majorité des voix, les adhérents ont élu une nouvelle équipe nationale et acté la scission, ce qui donne lieu à la séparation entre l'Union nationale lycéenne et l'UNL-SD.
Sa création est officialisée en 2017 en tant qu'association loi de 1901. Début 2019, l'UNL-SD change de nom et devient le Mouvement national lycéen (MNL). 

### Implantation parmi les syndicats lycéens
Avec ses listes « Le progrès lycéen », avec près de 22 % des voix, elle se place deuxième organisation lycéenne représentative aux élections lycéennes du Conseil supérieur de l'éducation en 2018.
En 2021, elle obtient 17 % des suffrages au CSE, et se place ainsi à la 3e place des organisations lycéennes en termes de voix.

## Revendications
Le MNL revendique et mène des actions dans trois domaines principaux :
- L’amélioration des conditions d’étude des lycéens. Ils demandent pour cela une augmentation des moyens pour agir sur la situation matérielle (diminution des effectifs par classe, rénovation des établissements vétustes, etc.) Ils demandent également une transformation des méthodes pédagogiques (sortir du modèle des cours magistraux)[7] ;

- La défense des droits lycéens. Le MNL estime qu'ils sont souvent méconnus mais qu'ils sont incontournables. Le MNL veut les faire connaître, et estime que les défendre est utile au quotidien pour vivre pleinement sa scolarité (demandes de bourses, droit d’association, etc.) et se prémunir contre de potentiels abus de pouvoir[7] ;
- L’amélioration des conditions de vie des lycéens impliquant la lutte contre la précarité de la jeunesse, mais aussi, en favorisant son aspiration à l’émancipation, est incontournable selon l'UNL-SD (volonté d'un droit de vote dès 16 ans, lutte contre la loi travail considéré comme précarisante[7]).

## Organisation

### Fonctionnement national
Les Secrétaires Généraux (SG) sont chargés du bon fonctionnement de l'organisation et en sont les premiers représentants. Ils coordonnent une Équipe Nationale (EN) composée de Secrétaires Nationaux (SN) qui sont affectés à différentes sphères thématiques et responsabilités.
Le MNL fonctionne en sphères : il en existe trois, à savoir Éducation, Sociale et Internationale, dans lesquelles sont organisées régulièrement des actions avec les adhérents afin de débattre sur des sujets respectifs et propres à ces sphères.
Le syndicat insiste également beaucoup sur la démocratie interne, élément indéfectible du MNL, qui tient à consulter régulièrement ses adhérents, et à leur donner la parole le plus possible. Aucune personne n'est par ailleurs nommée, toutes les personnes sont élues au scrutin anonyme.

### Fonctionnement local
Au niveau local, le MNL fonctionne via des fédérations départementales. Chaque fédération dispose d'un bureau composé au moins d'un responsable fédéral (RF), un secrétaire fédéral (SF) et un trésorier fédéral (TF). Ces fédérations agissent au niveau local dans diverses actions et relayent l'activité nationale. Les fédérations gardent un contact permanent avec l'équipe nationale qui les coordonne.

## Actions et prises de position

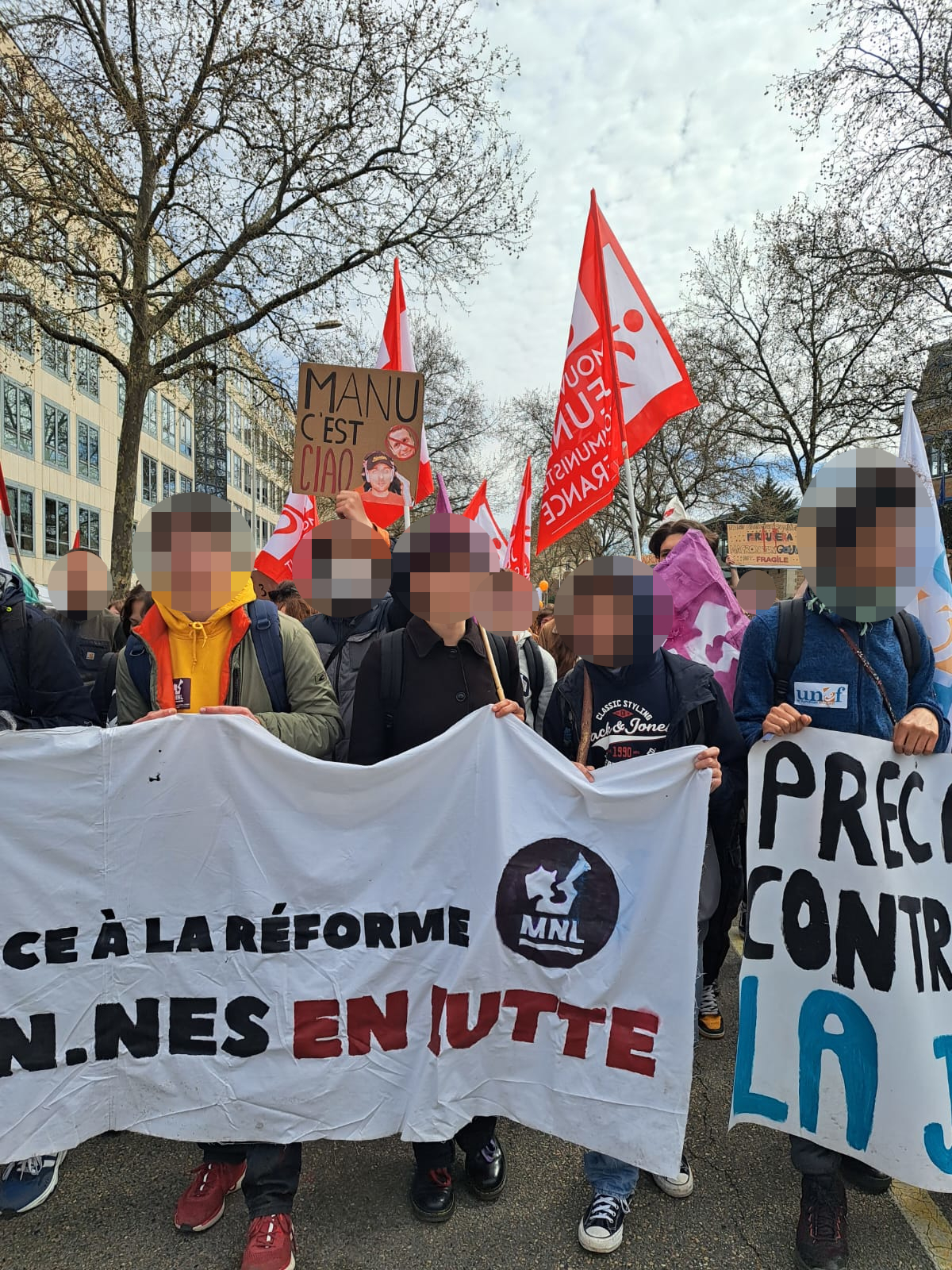
Manifestation contre la réforme des retraites à Lyon avec une banderole et le logo du MNL.

L'UNL-SD s'oppose dès 2017 à une réforme du bac et y voit alors notamment une inégalité dans la valeur du bac selon les lycées via l'intégration du contrôle continu, et un danger dans la perte d'anonymat au bac.  L'UNL-SD conteste aussi la création de Parcoursup avec un algorithme jugé sélectif et d'autres failles telles que le non-classement des vœux ou la réduction drastique du nombre de vœux. Face à toutes ces réformes, l'UNL-SD réagit, conteste et appelle à une première mobilisation le 15 janvier 2018, date d'ouverture de la plateforme Parcoursup.
Début 2019, à la suite de la venue de Greta Thunberg en France pour dénoncer l’inaction de la classe politique face au réchauffement climatique, le MNL (ainsi que d'autres organisations lycéennes et étudiantes telles que l'UNL ou l'UNEF ) décide de participer à la grève étudiante pour le climat initiée et coordonnée entre autres par Youth for Climate France,.
En mai 2019, le MNL soutiendra la décision des syndicats d’enseignants d'organiser une grève de surveillance du baccalauréat pour montrer leur opposition à la réforme du bac. Le syndicat affirmera par voie de communiqué : « Les lycéen.ne.s ne sont pas pris.e.s en otage par les profs en grève mais par un ministère jusqu’au-boutiste. ».
Le MNL participe, le 3 mai 2021, à l'organisation du « #BacNoir », lequel mobilise entre 100, et 200 lycées. Le MNL reconduit l'appel à la mobilisation pour le 5 mai, lequel est soutenu par la FCPE. Pour Antonin Nouvian, secrétaire général du MNL, il s'agit de « maintenir le bras de fer jusqu’à ce que le gouvernement revienne sur sa position ».
Le MNL a pris part au mouvement social de 2023 contre la réforme des retraites du gouvernement d’Emmanuel Macron. Le MNL a appelé avec l'intersyndicale aux journées de grèves contre la réforme des retraites. En appelant à bloquer les lycées et à rejoindre les manifestations dans les villes à chaque journée d'appel de l'intersyndicale. Le 23 mars ce sera près de 400 lycées bloqués dans toute la France. Le MNL a aussi utilisé ces journées pour rappeler son engagement contre Parcoursup, le SNU obligatoire et la loi LOPMI.

## Identité visuelle

Logo de l'UNL, avant la scission de 2017
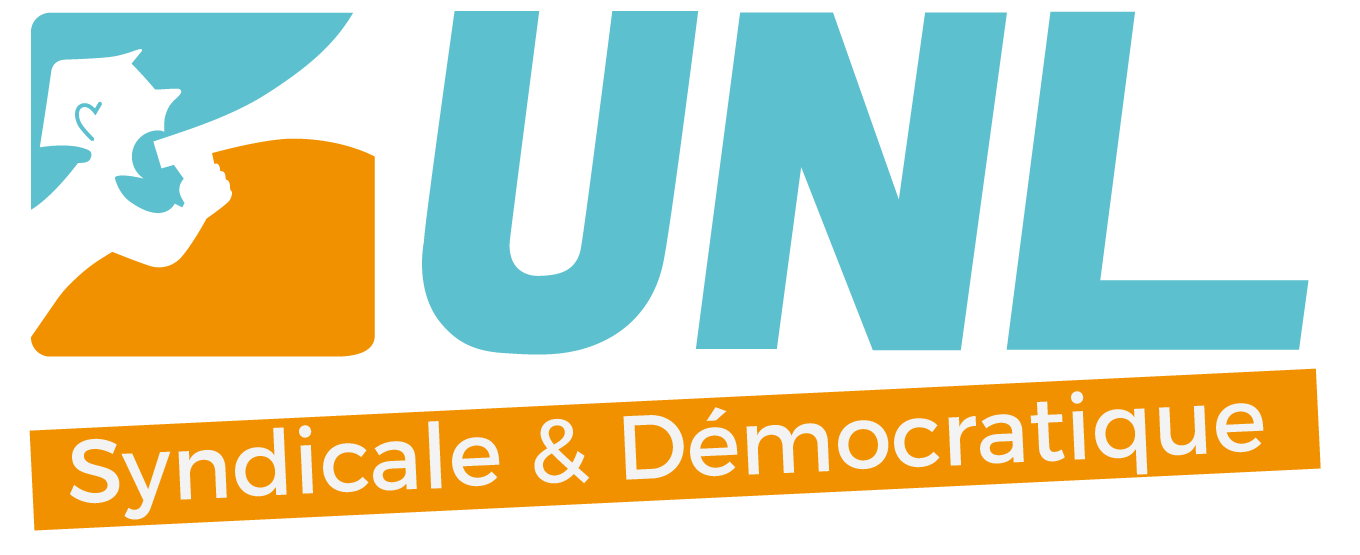
Logo de l'UNL-SD de 2017 à 2019
Logo du MNL depuis 2019